# Killing Floor (jeu vidéo)
Vous lisez un « bon article » labellisé en 2011.
Pour les articles homonymes, voir Killing Floor.
Killing Floor (KF) est un jeu vidéo de tir à la première personne (FPS) développé par Tripwire Interactive. Sorti initialement pour Windows le 14 mai 2009 sur la plate-forme de téléchargement Steam, une version boîte ainsi qu'une adaptation pour MacOS sont commercialisées l'année suivante. Le jeu sort sur Linux en novembre 2012.
L'histoire de Killing Floor se déroule initialement à Londres où les expériences d'une société de clonage tournent mal et provoquent une invasion de clones zombies en Angleterre. À l'origine un mod d'Unreal Tournament 2004, le jeu propose aux joueurs d'affronter des hordes d'ennemis qui envahissent le niveau par vagues successives, de plus en plus virulentes. Reposant sur le mode coopératif, les joueurs doivent rester unis et s'entraider pour espérer survivre. Chaque joueur doit choisir une spécialité, chacune possédant ses propres caractéristiques complémentaires avec les autres.
Le jeu est bien accueilli par les critiques qui le considèrent comme une alternative pour hardcore gamer de Left 4 Dead (L4D), sorti moins d'un an auparavant. Constamment corrigé et étoffé par de nombreuses mises à jour, le jeu obtient son propre mod, Defense Alliance 2. L'enthousiasme du public pour le titre lui permet de se classer parmi les trente jeux les plus joués sur Steam.
Une suite, Killing Floor 2 (KF2), sort en 2016, et une version en réalité virtuelle (VR) compatible avec Oculus Rift sort en 2017.

## Synopsis
À Londres, en Angleterre, Horzine Biotech, une compagnie de biotechnologie, mène des expériences militaires secrètes sur le clonage de masse et les manipulations génétiques. « Quelque chose » dans les expériences tourne à la catastrophe, transformant les patients humains en des créatures mutantes extrêmement hostiles. « Le dernier jour du mois d'août », Horzine Biotech est rapidement submergée par les mutants qui finissent par sortir à la surface et à envahir la ville. Croyant qu'une manifestation de grande ampleur et très violente a lieu au pied de la société Horzine Biotech, la police antiémeute est dépêchée sur place pour rétablir l'ordre. Sur les lieux, les policiers s'aperçoivent vite de la menace et commencent à se faire massacrer. Malgré les barrages, le Metropolitan Police Service ne parvient pas à contenir les créatures qui traversent la ville et se répandent dans la campagne londonienne. Pris de court, le gouvernement britannique appelle la British Army et la Special Branch en renfort afin de repousser les hordes de créatures.

## Système de jeu

### Généralités
Killing Floor se joue en mode coopératif ou solo, les joueurs doivent s'unir pour affronter des vagues successives d'ennemis. Chaque round correspond à une vague et n'a pas de limite de temps, le but étant d'éliminer tous les ennemis en évitant que tous les membres de l'équipe soient éliminés. Lorsque tous les ennemis ont été tués, tous les joueurs éliminés ressuscitent. Si toute l'équipe est éliminée pendant un round, la partie est terminée. Au fil de la partie, les vagues de zombis sont de plus en plus virulentes, avec des ennemis de plus en plus nombreux et puissants, et lorsque toutes les vagues ont été éliminées, les joueurs doivent affronter un boss, le Patriarche. Une partie peut accueillir six joueurs dont chacun peut choisir une classe lui donnant certains bonus.
Entre chaque vague d'ennemis, un marchand apparaît à un endroit du niveau pendant une minute et permet de faire le plein d'armes et de munitions. Le ZEDtime, inspiré du bullet time, se déclenche lorsque les joueurs font des tirs de qualité ; à ce moment, le temps ralentit pour tout le monde pendant un court instant, ce qui permet des tirs de précision.

Généralités sur le jeu
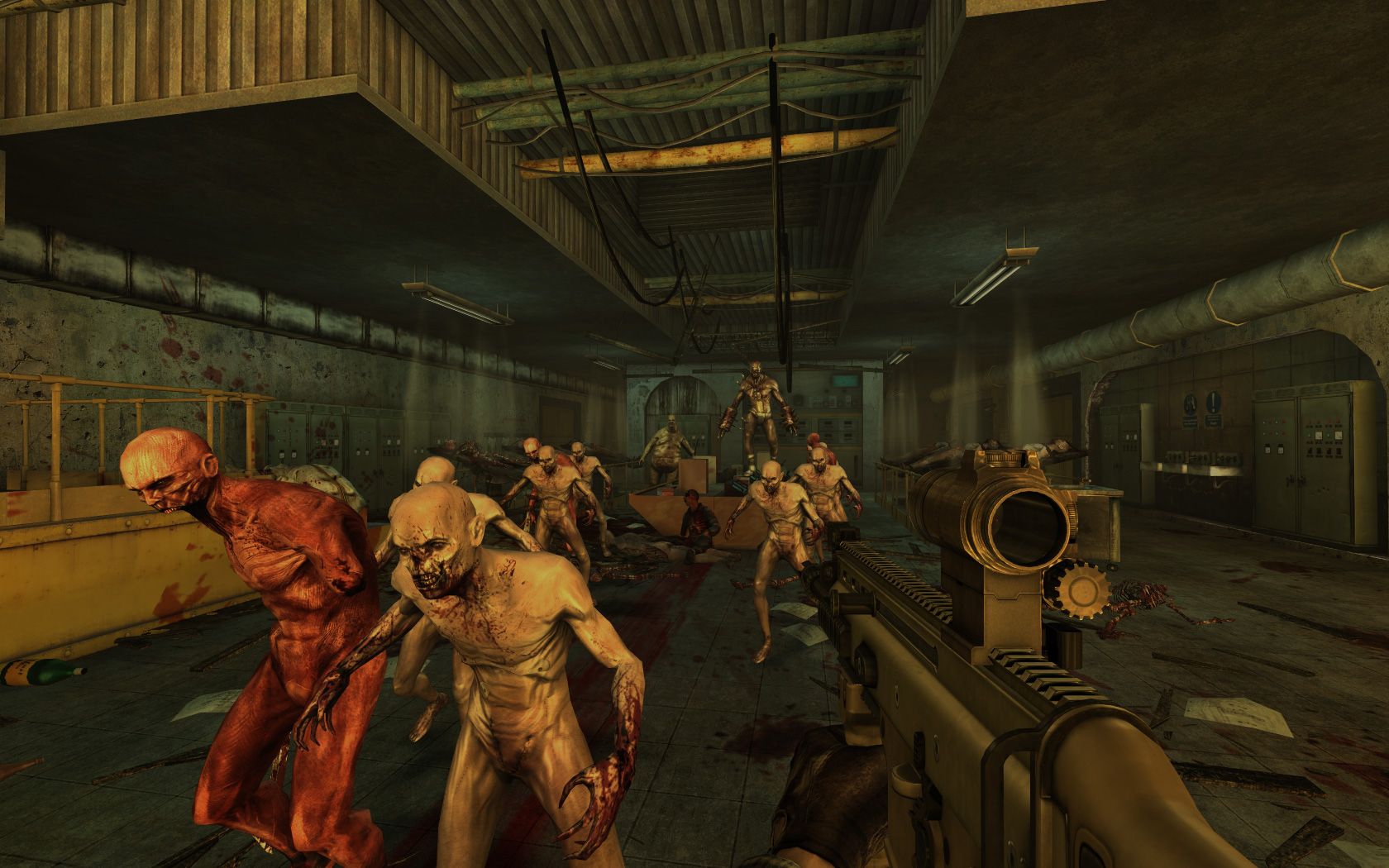
Le jeu consiste à éliminer des vagues successives et importantes de créatures.
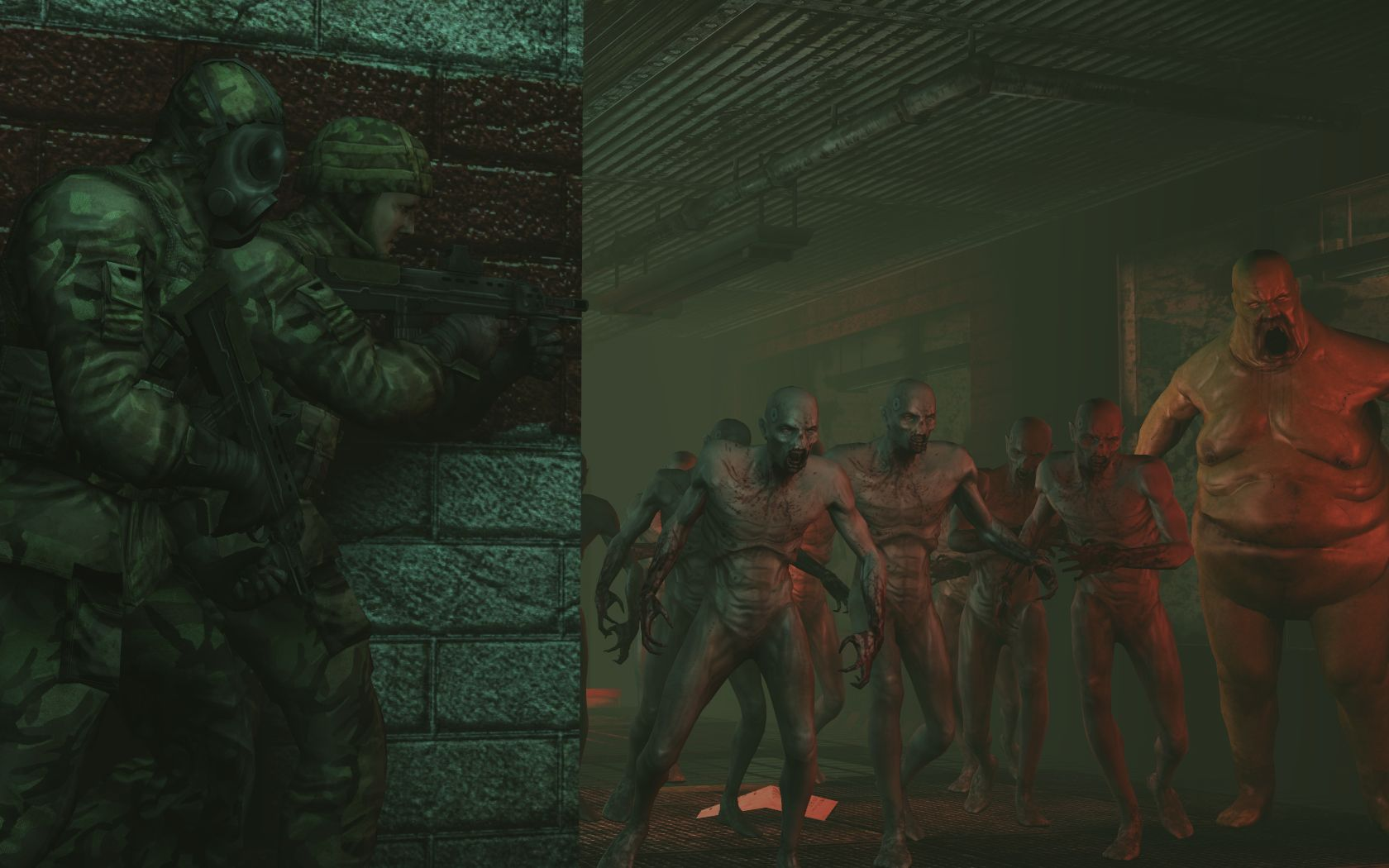
La coopération est l'essence de ce jeu de survival horror.
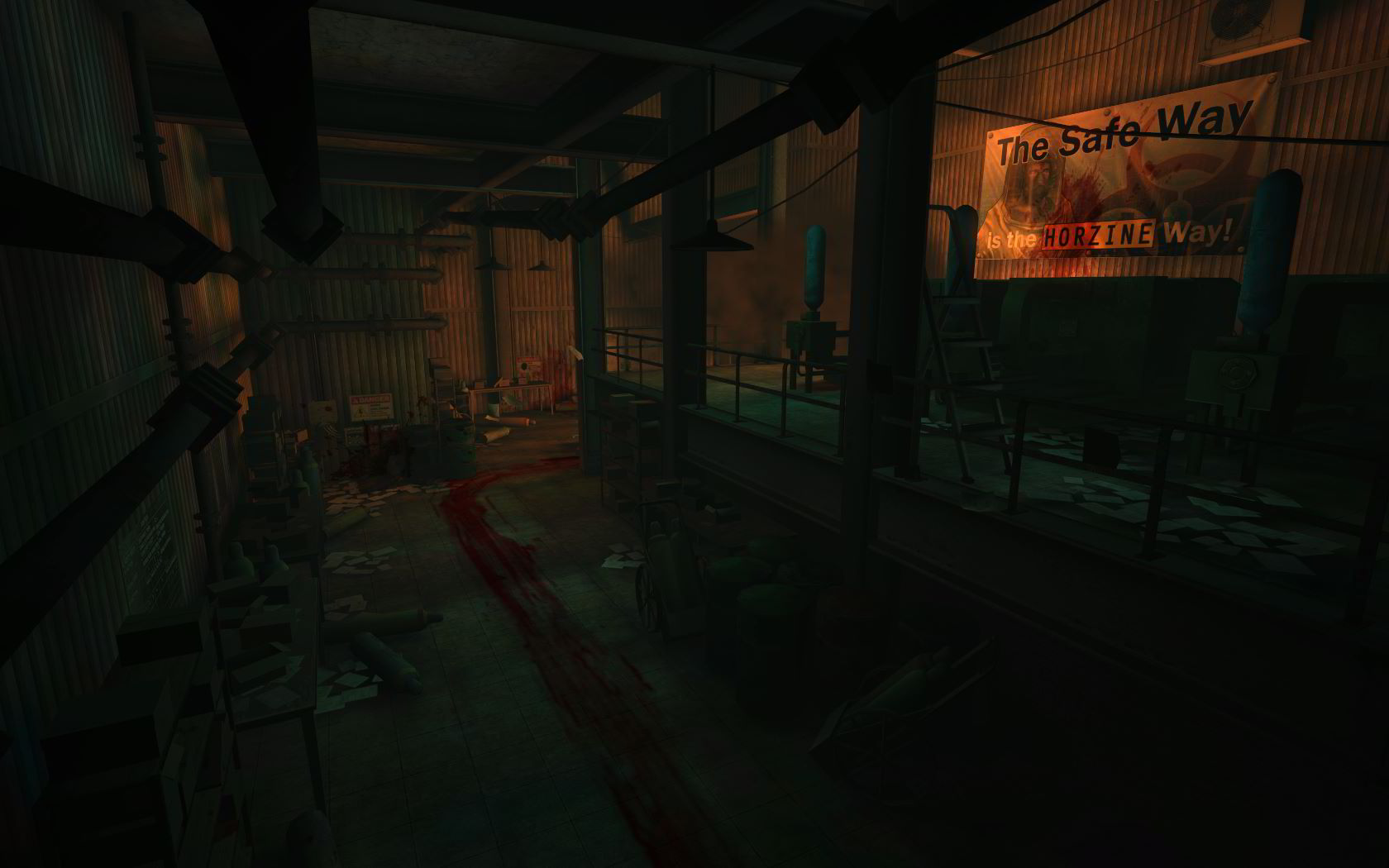
L'environnement est particulièrement lugubre.
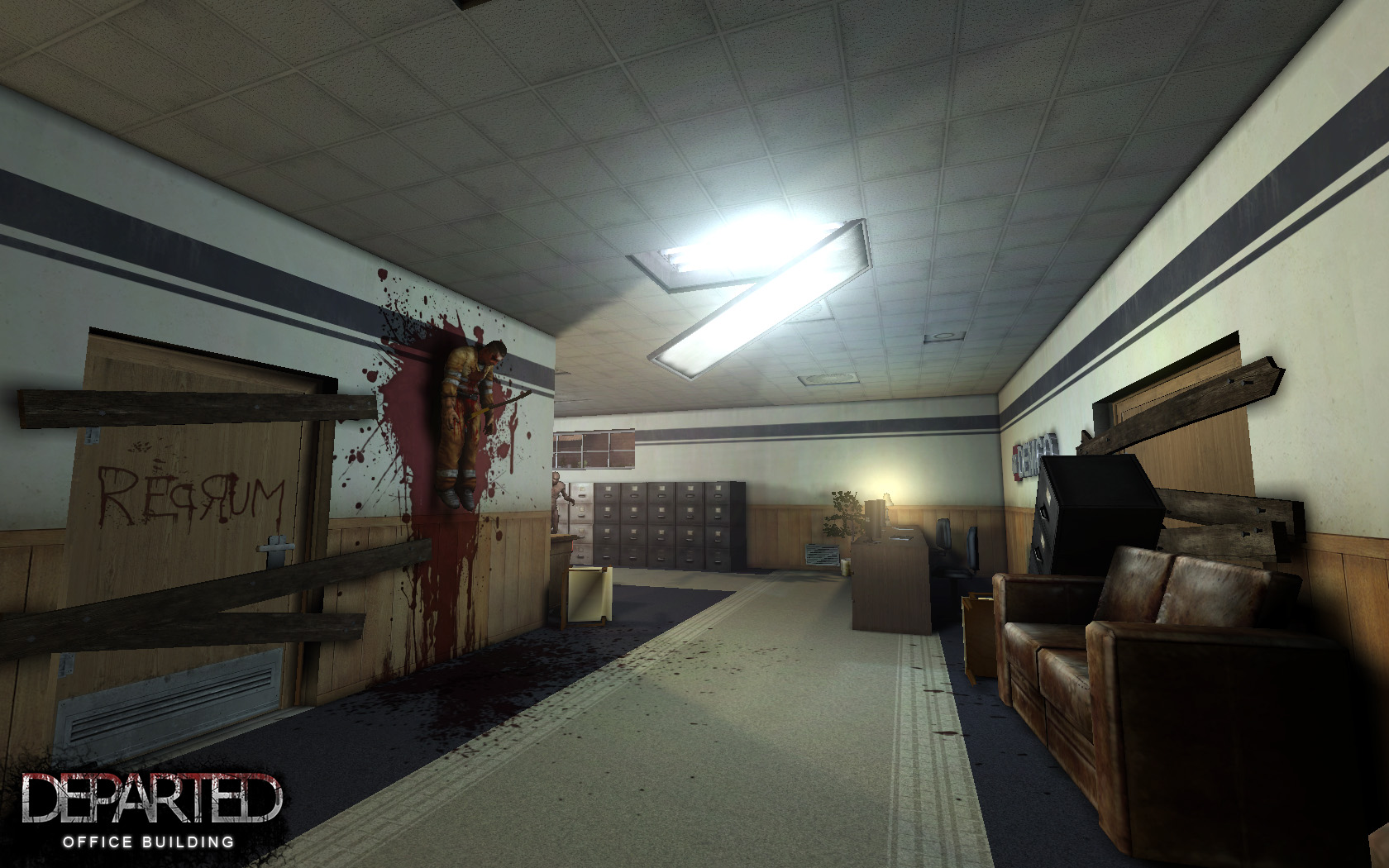
Des références sont disséminées dans les différents niveaux, ici le REDRUM de Shining.

### Équipement et classes

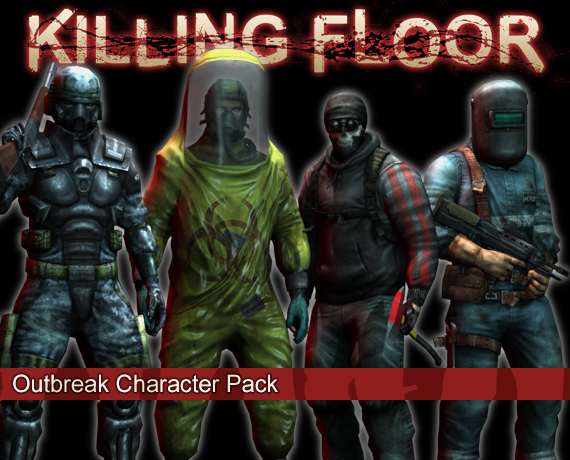
Tripwire propose des personnages à acquérir, ici le pack Outbreak.

Dans Killing Floor, les joueurs ont tout d'abord le choix entre plusieurs avatars. Initialement, six personnages peuvent être choisis mais il existe également cinq packs payants comprenant chacun quatre nouveaux personnages : Outbreak Character Pack, Nightfall Character Pack, PostMortem Character Pack, « London's Finest » Character Pack et Steampunk Character Pack. En outre, il existe des personnages déverrouillables : le personnage principal du jeu The Ball, le Pyro de Team Fortress 2, un Père Noël ivrogne, Mr Foster avec un déguisement Steampunk et deux personnages portant l'uniforme de soldats allemand et russe de la Seconde Guerre mondiale. En dehors de leur habillage (skin) et de leur voix, les personnages ne présentent aucune différence.
Ensuite, les joueurs doivent choisir entre plusieurs classes (perk). Il n'est possible d'en changer qu'une fois par vague et uniquement entre deux vagues. Chaque classe bénéficie d'une réduction à l'achat sur ses armes de prédilection et inflige plus de dégâts avec. Elles peuvent chacune être améliorée sur six niveaux ; ces niveaux s'acquièrent de différentes manières, généralement en infligeant un certain nombre de dégâts avec les armes de prédilection de la classe concernée. Ils permettent d'augmenter les bonus de base des classes et peuvent aussi en ajouter de nouveaux.
Les joueurs commencent la partie avec un pistolet 9 mm (un Beretta 92), un couteau de combat, quelques grenades ainsi qu'un fer à souder permettant de souder les portes et un pistolet injecteur permettant de soigner son personnage ou les autres joueurs. Il existe plus d'une douzaine d'armes dans le jeu, réparties en différentes catégories. En plus de son arme principale, le joueur peut transporter un pistolet (utilisable en double), des grenades, des pipe bombs ainsi qu'un gilet pare-balles. Les armes sont inspirées de modèles réels, toutefois le MP7M a la particularité fantaisiste d'avoir un tir secondaire qui envoie une fléchette soignant le joueur visé. Chaque classe de personnage est spécialisée dans une catégorie d'armes :
| Perks                            | Armes de prédilection | Armes de prédilection | Armes de prédilection   | Armes de prédilection   | Armes de prédilection | Particularités                                                                                       |
| -------------------------------- | --------------------- | --------------------- | ----------------------- | ----------------------- | --------------------- | --- |
| Field Medic (doc)                | MP7M                  |                       |                         |                         |                       | Soigne plus efficacement, court très vite, meilleure protection et plus résistant à la bile de bloat |
| Support Specialist (logisticien) | Fusil à pompe         | Fusil de chasse       | AA-12                   | Fusil à pompe de combat |                       | Soude plus rapidement, inventaire plus large, peut emporter plus de munitions                        |
| Sharpshooter (tireur d'élite)    | 9 mm tactical         | Handcanon             | Fusil à levier          | Arbalète                | M14 EBR               | Tir à la tête plus efficace                                                                          |
| Commando                         | Bullpup               | AK-47                 | SCAR-H                  | M4A1                    | FN FAL                | Peut évaluer les points de santé des ennemis et détecter les ennemis invisibles                      |
| Berserker                        | Couteau de combat     | Machette              | Hache d'incendie        | Katana                  | Tronçonneuse          | Ne peut pas être attrapé par les ennemis, court vite, subit moins de dégâts                          |
| Demolitions                      | M79                   | M32                   | Grenade à fragmentation | Bombe tuyau             | LAW                   | Peut transporter plus de grenades et de pipes bombs, meilleurs dégâts avec les explosifs             |
| Firebug (Cramtout)               | Lance-flammes         | MAC-10                | Husk fireball launcher  |                         |                       | Ne craint pas le feu, ses grenades et les balles du MAC sont incendiaires                            |

Entre chaque vague, le joueur peut se rendre chez le marchand pour acheter de nouvelles armes. L'argent nécessaire pour s'équiper se gagne en tuant des zombies, en survivant à une vague ou en soignant ses coéquipiers, il est également possible pour le joueur de distribuer son argent aux autres joueurs par des dons de cinquante livres à la fois. Le joueur peut également ramasser des armes qui apparaissent dans le niveau ou en échanger avec ses partenaires.
L'inventaire du joueur n'est pas illimité, chaque arme occupe plus ou moins de place et le joueur doit faire des choix. De plus, un inventaire trop rempli ralentit le joueur. Chaque arme possède un tir primaire et un tir secondaire et deux modes de visée sont disponibles. Le premier mode de visée est celle d'un jeu de tir à la première personne classique mais présente la caractéristique de ne pas fournir de viseur à l'écran, le second mode est une visée à travers la mire métallique de l'arme.

Les armes dans Killing Floor
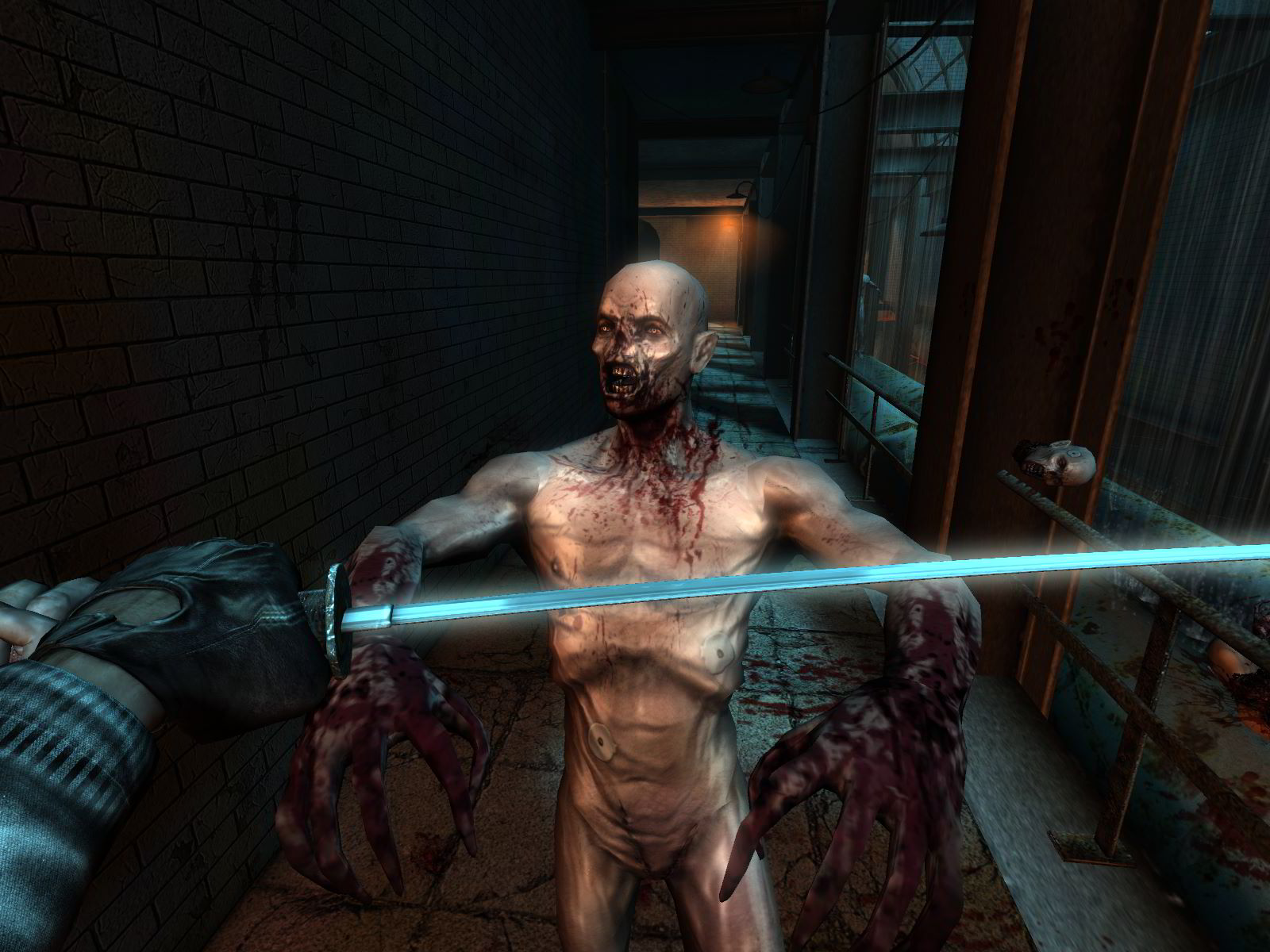
Des armes de corps à corps sont proposées dans le jeu, ici un katana.
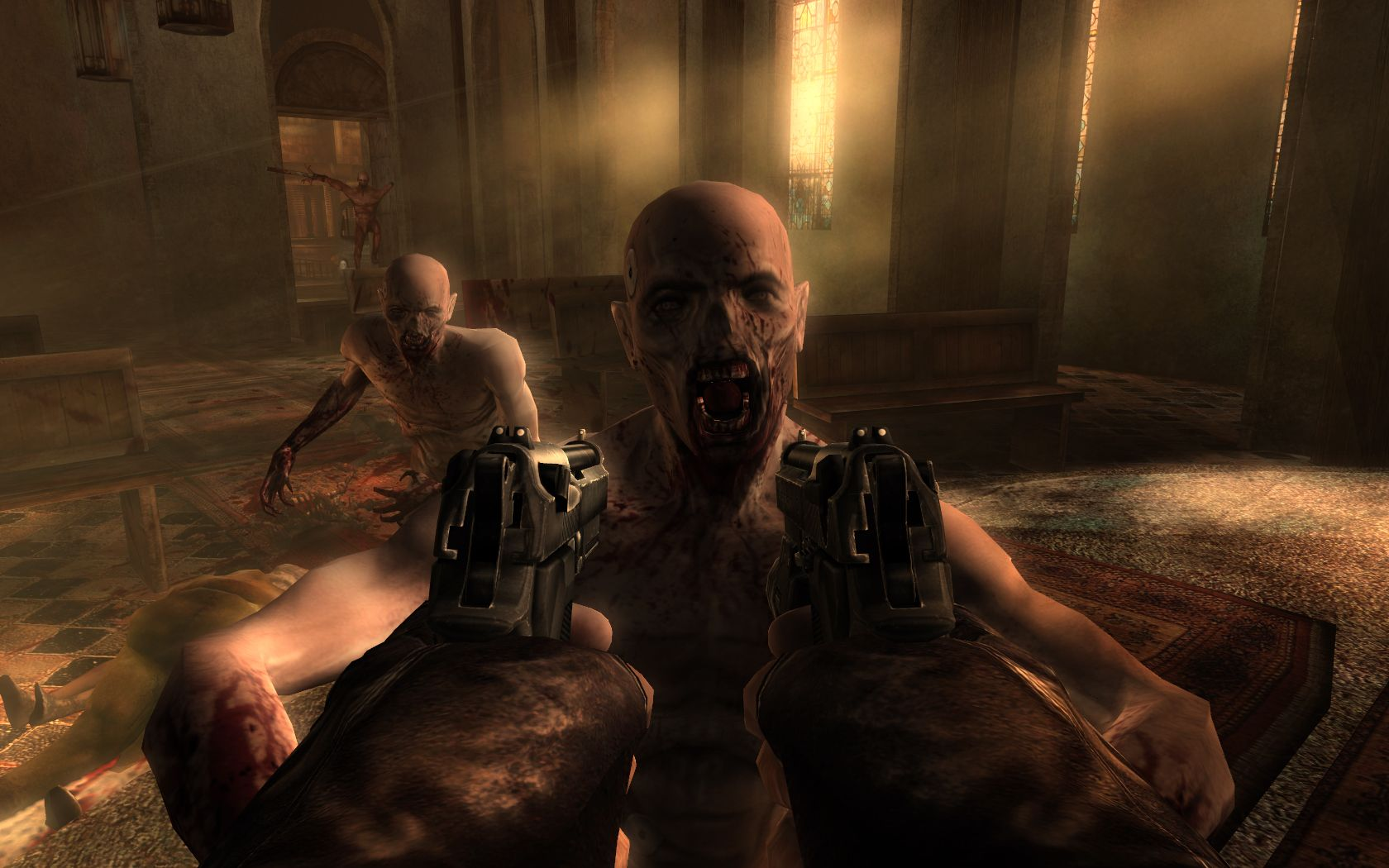
La visée avec la mire métallique est une des fonctionnalités ajoutées dans le jeu final, ici avec des 9 mm tactical.
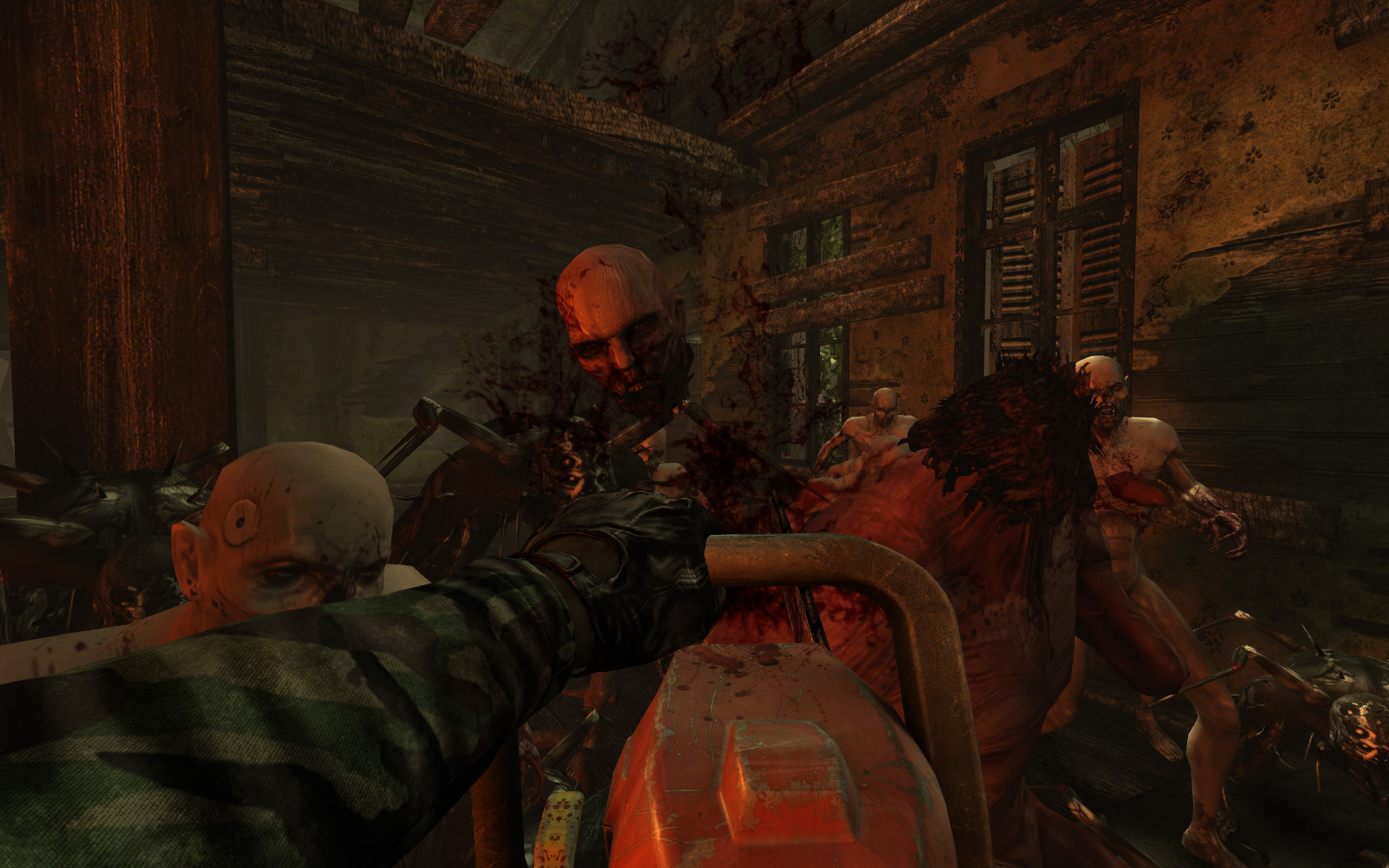
Les mutilations sont modélisées dans le jeu, ici un gorefast se fait décapiter à la tronçonneuse.
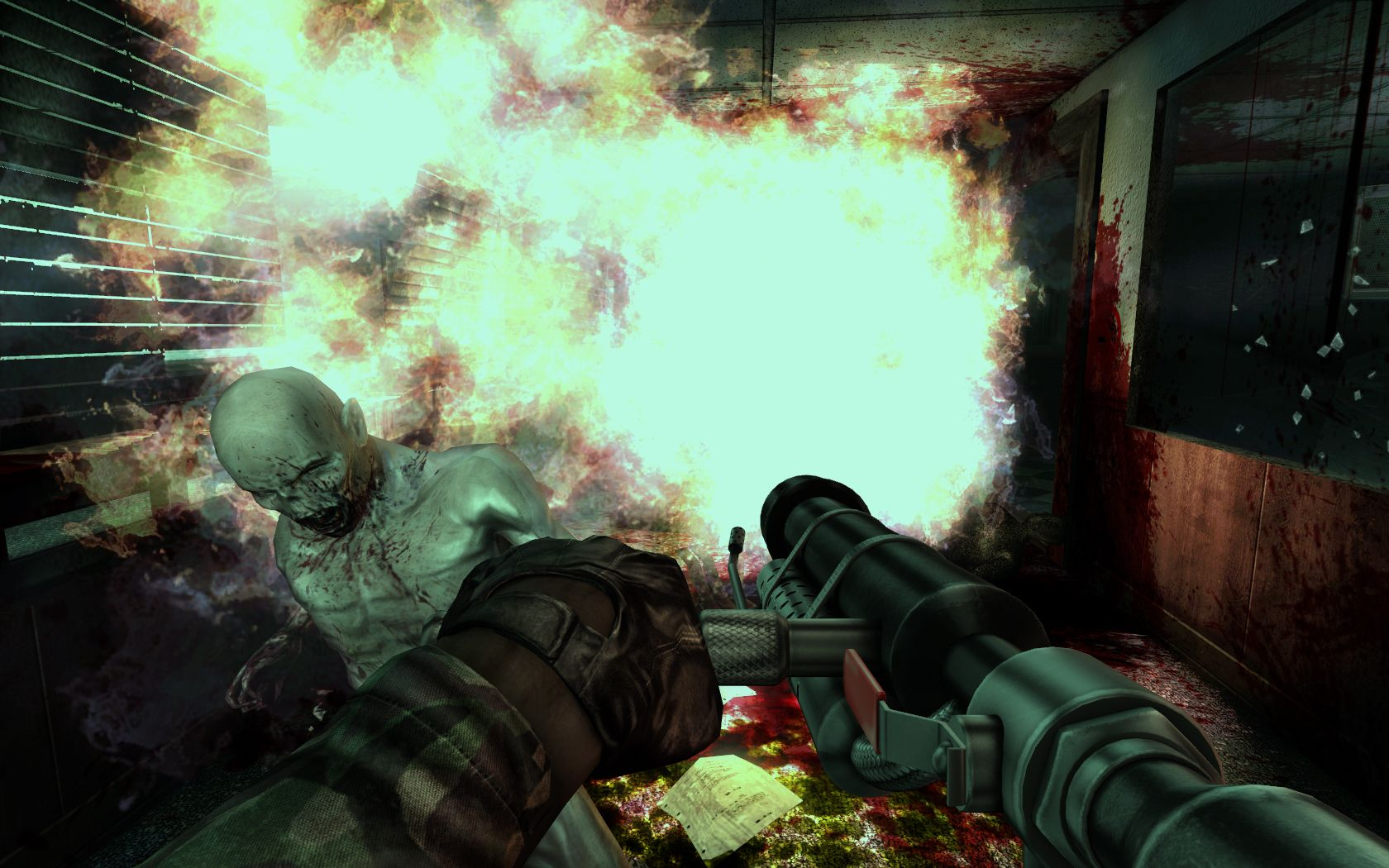
Le lance-flammes, ici en pleine action, est très pratique pour nettoyer un couloir infesté de spécimens communs.

### Ennemis
Les ennemis du jeu sont appelés les « spécimens » (ou Zeds), ils font office de zombies. Il existe plusieurs types de spécimens, chacun ayant sa propre spécificité. Au fil des vagues, des spécimens de plus en plus nombreux et puissants apparaissent, ce qui rend la survie de plus en plus difficile. Une partie peut comprendre quatre, sept ou dix vagues et s'achève par une vague finale dans laquelle il faut éliminer le Patriarch.
Le Clot (Grumeau) est l'ennemi de base et représente le zombi classique, lent et en surnombre ; il peut attraper et immobiliser les joueurs qui deviennent donc beaucoup plus vulnérables.
Le Bloat (Bouffi) est un gros zombi qui peut projeter un vomi corrosif et qui explose lorsque son ventre subit trop de dégâts.
Le Gorefast (Taillevite) est un zombi rapide armé d'une grande lame sortant de son bras.
Le Stalker (Furtive) est un ennemi rapide et qui est pratiquement invisible tant qu'il n'attaque pas.
Le Crawler (Rampant) est une créature rampante très rapide à la morphologie proche de l'araignée, il peut apparaître à des endroits du niveau qui sont normalement inaccessibles pour les autres zed, comme dans les conduits d'aération par exemple.
La Siren (Sirène) est un spécimen dont le hurlement peut blesser ou tuer les joueurs à proximité, voire neutraliser les grenades, les bombes et les roquettes en plein vol.

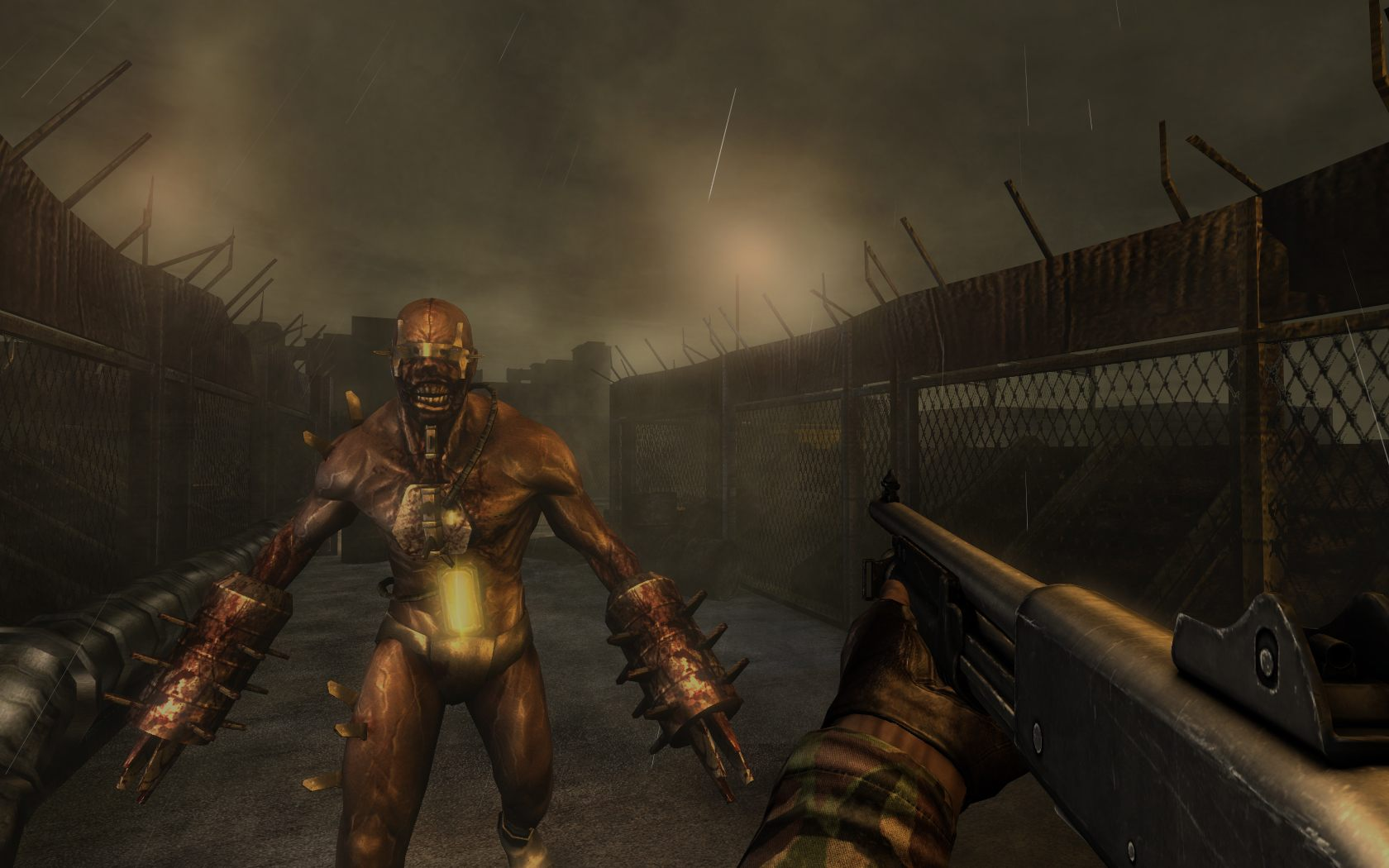
Le Fleshpound est la créature la plus redoutable, ici en mode calme.

Armé d'un canon laser (qui crache des boules de feu), le Husk (Bogue) est le seul ennemi à pouvoir infliger des dégâts à longue distance (à l'exception du Patriarch), et il est très résistant au feu.
Le Scrake (Dingue à la tronçonneuse) est un ennemi très résistant et armé d'une tronçonneuse mais qui marche lentement tant qu'il n'est pas trop touché.
Le Fleshpound (Barback) est le plus puissant des spécimens, ses bras sont des broyeurs qui infligent de très lourds dégâts et il est très résistant ; le Fleshpound est relativement lent mais peut pousser des pointes de vitesse quand il s'énerve (de façon sporadique ou lorsqu'il reçoit trop de coups), les voyants sur son corps permettent de connaître son humeur, ils sont jaunes quand il est calme, et deviennent rouges quand il attaque.
Le Patriarch (Patriarche) est le boss du jeu, il arrive lors de la toute dernière vague. Il est extrêmement résistant, très rapide, furtif et peut infliger de lourds dommages à distance ou au corps à corps. De plus, il est capable de battre en retraite pour se soigner.
Le nombre d'ennemis et les points de santé du Patriarche sont proportionnels au nombre de joueurs.
| Première vague        | Clot | Bloat | Gorefast |         |         |       |      |        |            |           |
| Vagues intermédiaires | Clot | Bloat | Gorefast | Stalker | Crawler | Siren | Husk |        |            |           |
| Dernières vagues      | Clot | Bloat | Gorefast | Stalker | Crawler | Siren | Husk | Scrake | Fleshpound |           |
| Vague finale          | Clot | Bloat | Gorefast | Stalker | Crawler |       |      |        |            | Patriarch |

## Environnement sonore
La musique du jeu a été en grande partie composée par Dan Nassick (Zynthetic), un des développeurs du mod original, et se classe dans des sonorités ambient, électronique, industrielle, rock/metal,,. Le thème heavy metal du jeu est une version instrumentale de Disunion, un morceau composé par Dirge, l'ancien président du groupe de Tripwire John Gibson,.
Dans le jeu, les joueurs peuvent envoyer des messages sonores préfabriqués pour communiquer entre eux, c'est-à-dire en choisissant une expression comme Medic, Get upstairs, etc., le jeu choisira alors une phrase sonore au hasard qui correspond au type de phrase choisie. Souvent en argot anglais, les expressions et les réponses possibles dépendent du personnage choisi par le joueur. Il arrive également aux personnages de s'exprimer de manière spontanée dans certaines conditions : lorsqu'ils sont blessés, qu'ils achètent une arme, qu'ils tuent un ennemi… Un joueur peut aussi parler directement avec les autres joueurs s'il possède un microphone.

## Développement
À l'origine, Killing Floor est un mod total conversion pour Unreal Tournament 2004 développé en 2005 par une petite équipe amateur. Le mod connaît un grand succès, et sa qualité est reconnue par plusieurs sites et magazines spécialisés comme PC Gamer et PC Zone. Dirigé par Alex Quick, l'équipe de développement amateur continue de peaufiner le mod au fil des années même si sa composition reste instable, comme souvent dans les équipes de modeurs. En 2008, la version 2.5 du mod sort et l'équipe ne compte plus que quatre membres. À cette époque, Alex Quick ne croit plus trop à l'avenir du mod, la communauté de fans étant trop restreinte.
La même année, Tripwire devient la première compagnie, en dehors de Valve lui-même, à sortir ses mods sur la plate-forme de téléchargement Steam en rendant disponible le mod Mare Nostrum pour Red Orchestra: Ostfront 41-45. En octobre 2008, Alex Quick se connecte sur le canal IRC du jeu Red Orchestra et demande comment transposer Killing Floor sur Red Orchestra, espérant ainsi allonger la durée de vie de son mod. Sur le canal, il rencontre « Ramm-Jaeger », pseudonyme du président de Tripwire Interactive John Gibson, qui est disposé à parler de la portabilité de Killing Floor. À ce sujet, Alex Quick déclare « En gros, j'ai été vraiment stupide, je lui ai refilé Killing Floor et laissé faire tout le travail de portage à ma place. Heureusement, il ne m'a pas dit d'aller me faire voir et de le faire moi-même. Moi, c'est ce que je me serais probablement répondu ». Par la suite, au cours du processus de portage, John Gibson essaye le mod et le montre à son bureau. De l'avis général, l'équipe de Tripwire apprécie tellement Killing Floor qu'elle décide d'en faire plus qu'un simple mod,.
Tripwire décide donc de racheter les droits sur Killing Floor et embauche les quatre moddeurs pour qu'ils conçoivent un jeu à part entière pour le distribuer sur Steam, avec l'aide de Tripwire et le support de Valve. Des brainstormings sont organisés entre l'équipe de moddeurs et Tripwire pour faire de Killing Floor un jeu à part entière. Si le gameplay reste le même, de petites différences existent comme la visée à travers la mire métallique (ironsight) qui a été généralisée à toutes les armes. Selon Alex Quick, le principal changement par rapport au mod concerne la marchande : dans le mod, la marchande ne bougeait jamais sur la carte, ce qui favorisait le camping ; pour contrer ce problème, Tripwire a mis en place plusieurs points de spawn aléatoires de la marchande sur chaque carte. Du côté des armes, le tube d'acier a été remplacé par la machette et le Desert Eagle (handcannon) peut s'utiliser en double, et plusieurs armes ont été ajoutées et renommées.
Annoncé par Tripwire Interactive le 20 mars 2009, Killing Floor sort sur Steam le 14 mai 2009. À la suite du portage de Steam sur Mac OS X le 12 mai 2010, Killing Floor effectue sa sortie sur cette plate-forme une semaine plus tard, le portage a été effectué par Ryan Gordon. Le jeu sort sous Linux en novembre 2012.

### Compétition de mapping
En juin 2009, en partenariat avec Nvidia et Logitech, Tripwire lance le « Killing Floor Grindhouse », une compétition de mapping scindée en deux vagues destinée à stimuler la création de niveaux amateurs. Pour la première vague, le prix de 5 000 $ a été remporté par Damien Laurent pour sa carte Waterworks. Lors de la seconde vague, le premier prix de 10 000 $ est attribué à Damien Laurent et Yoann Guilloud pour leur carte Icebreaker. En décembre, le concours s'achève avec une centaine de cartes soumises au jury. Parmi celles-ci, neuf cartes ont été officialisées lors des mises à jour successives et représentent ainsi la moitié des cartes proposées.

### Contenu additionnel

#### Packs de contenu gratuit
Tripwire Interactive a sorti successivement trois packs de contenu gratuit, chacun est proposé avec un pack payant de quatre personnages jouables. Le premier, dénommé « Heavy Metal » et sorti le 20 août 2009, fournit deux armes : l'AK-47 et le katana ainsi que la carte Foundry.

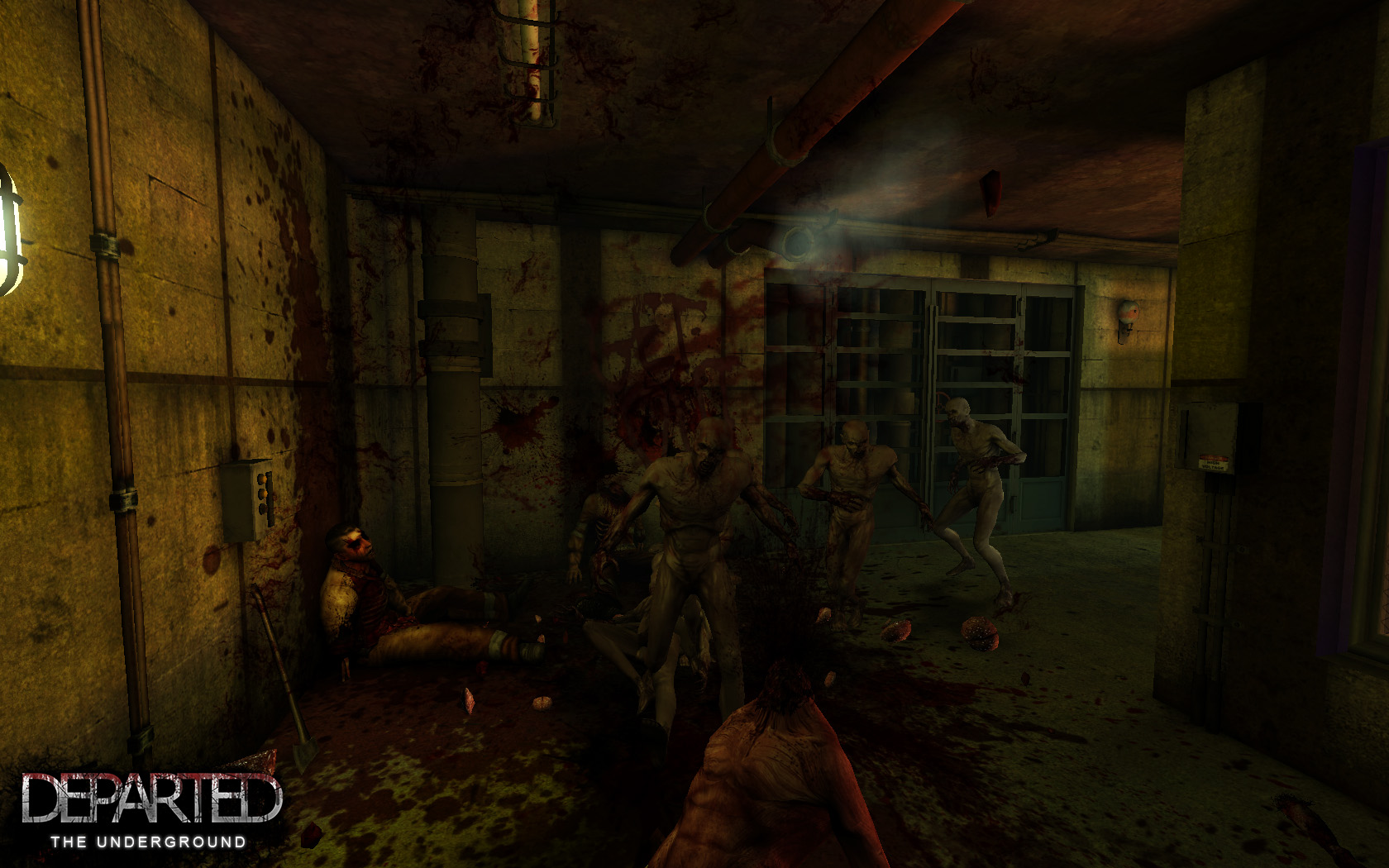
Departed, un des niveaux ajoutés après la sortie.

« Level Up », sorti le 22 octobre 2009, est le second pack et le plus important, il apporte trois cartes : Bedlam, Waterworks et Wyre, sept armes : le pistolet-mitrailleur médical MP7M, le fusil automatique AA-12, le fusil M14 EBR, le fusil d'assaut FN SCAR-H, la Pipe bomb, les lance-grenades M79 et M32, un perk Demolitions, un niveau de perk et un ennemi : le Husk.
Le 11 décembre 2009, à l'occasion de l'évènement « Snowstorm », Tripwire lance sur Steam Defence Alliance 2, un mod gratuit pour Killing Floor. Dans ce jeu de tir à la première personne futuriste, deux camps s'affrontent : une équipe défend ses positions et l'autre la prend d'assaut. Les attaquants doivent compléter des objectifs en un temps limité alors que les défenseurs doivent les en empêcher. Le mod contient également deux modes de jeu supplémentaires pour Killing Floor, le mode survival et le mode versus. Ce mod était initialement un mod d'Unreal Tournament 99 sorti dans sa première version en janvier 2001, il a ensuite été porté successivement sur Unreal Tournament 2003 puis sur Unreal Tournament 2004 et enfin sur Red Orchestra: Ostfront 41-45.
Un troisième pack dénommé « Incendiary » est sorti le 7 octobre 2010 et procure quatre cartes également issues du concours : Biohazard, Hospitalhorrors, MountainPass et Suburbia et une arme : le pistolet-mitrailleur MAC-10, qui enflamme les cibles s'il est servi par un firebug.

#### Évènements thématiques
Tripwire Interactive propose des évènements temporaires, apportant un nouveau niveau, une nouvelle ambiance et de nouveaux habillages durant plusieurs semaines.

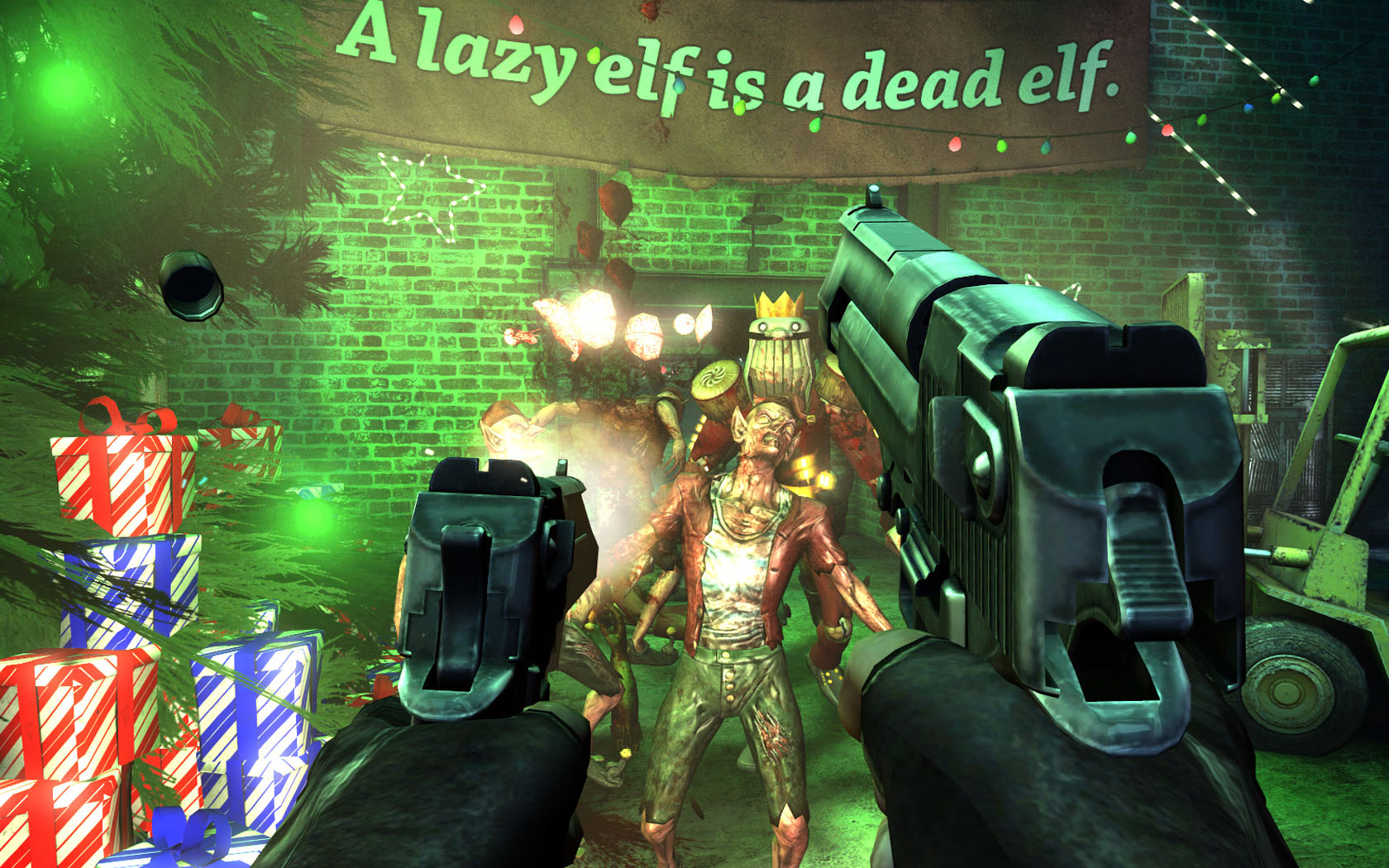
L'évènement de Noël a apporté un niveau et des habillages aux spécimens.

Le premier évènement intitulé « Twisted Christmas » s'est déroulé du 14 décembre 2010 au 4 janvier 2011, il remplace tous les ennemis par des personnages inspirés de la fête de Noël, la carte Evil Santa's Lair (le repaire du Père Noël diabolique) a été offerte à cette occasion, ainsi qu'un personnage Baddest Santa (le pire Père Noël) déblocable en remportant certains succès.
Le 12 avril 2011, dans le cadre du Potato Sack, le jeu en réalité alternée précédant la sortie de Portal 2, un niveau intitulé Aperture fait son apparition, celui-ci reprend l'univers de Portal ainsi que quelques mécaniques de ce jeu ; la marchande est remplacée par GLaDOS, le robot sophistiqué de Portal.
Un second évènement, le « Summer Sideshow », a lieu du 1er au 30 juillet 2011 et s'approprie le thème de la fête foraine et du cirque : les créatures sont déguisées en circonstance, une nouvelle carte du nom d'Abusement Park apparaît, ainsi qu'un nouvel habillage mode steampunk déblocable pour le personnage de Mr Foster.

### Équipe de développement
L'équipe de développement se constitue de :
- Concept original : Alex Quick
- Game design : Alex Quick, John Gibson, Alan Wilson, William T Munk II, David Hensley
- Programmation : John Gibson, Dayle Flowers, Christian Schneider, Marco Hulden
- Level design : Alex Quick, Myles Lambert, Adam Hatch
- Direction artistique : William T Munk II (animation), David Hensley (directeur artistique), Leland Scali (environnement), Rob Dion (armes)
- Design sonore : Dan Nassick, Andreas Almström, Leland Scali
- Musique : Dan Nassick, Dirge (Gibson, Jacob Graff, Dustinn Lowery)
- Doublage : Mark Hayler, Alan Wilson, Rose Awe, Moira Wilson

## Accueil
| Publication                         | Note   |
| ----------------------------------- | ------ |
| EUR IGN                             | 7,5/10 |
| AN GameSpot                         | 7,5/10 |
| EUR Eurogamer                       | 7/10   |
| FRJeuxvideo.com                     | 15/20  |
| FRCanard PC                         | 8/10   |
| FRGamekult                          | 6/10   |
| Compilations de plusieurs critiques |        |
| GameRankings                        | 72 %   |
| Metacritic                          | 72 %   |

Killing Floor a reçu un bon accueil de la presse spécialisée. Le jeu est très fréquemment comparé à Left 4 Dead, un autre jeu de zombies basé sur la coopération, où il est présenté comme une alternative pour hardcore gamer, avec des graphismes plus grossiers (ceci dû à un moteur vieillissant) et un gameplay plus difficile,.
Parmi les atouts du jeu, la presse relève la variété des classes, le réalisme et le ressenti des armes reproduites, un gameplay résolument coopératif qui incite à l'entraide et non à l'individualisme, une ambiance apocalyptique réussie,. Le gameplay équilibré et l'intensité du rythme de jeu ont été salués ; les parties prenantes et le côté addictif sont fréquemment évoqués.
Les critiques ont cependant constaté plusieurs défauts : une réalisation globalement modeste, notamment des animations, du doublage et d'une bande-son limitée, la répétitivité du gameplay, l'absence d'autres modes de jeu et une IA imparfaite, certains regrettent la difficulté excessive, notamment dans la phase d'affrontement du Patriarche. Au niveau de l'ambiance, Gamekult déplore une absence de structure narrative qui nuit à l'immersion ainsi que la coopération entre joueurs trop peu poussée. Bien que les graphismes et la mécanique du jeu soient considérés comme un peu datés, ils sont jugés acceptables étant donné la maigre configuration recommandée et le prix modéré du jeu,.
Il est à noter que certains défauts apparus à la sortie ont été corrigés par Tripwire lors des mises à jour successives : le nombre important de bugs, l'absence de créature pouvant menacer les joueurs à distance, la pauvreté en nombre des niveaux, la presse salue à ce propos la qualité exceptionnelle du support à long terme fourni par les développeurs.
Globalement, les critiques s'accordent sur les qualités du jeu et apprécient son aspect plus hardcore que Left 4 Dead. Canard PC le cite comme un « coup de cœur » tandis que c'est une « bonne affaire » pour Gamekult,.
Bien que les avis de la presse compilés par Metacritic soient plutôt bons, à la hauteur de 72 %, il apparaît que le public a beaucoup plus d'enthousiasme pour le jeu puisque les lecteurs de Metacritic lui attribuent une note de 8,9/10. Le jeu a d'ailleurs été élu meilleur jeu PC de 2009 par les lecteurs de Voodoo Extreme qui lui ont également décerné les prix du meilleur FPS et du meilleur contenu téléchargeable.
Cinq jours avant sa sortie officielle sur Steam, les pré-commandes font figurer le jeu dans les dix meilleures ventes de la plate-forme. La semaine suivante, il devient numéro un des ventes de Steam. Depuis, il est revenu de temps en temps dans le top dix des ventes, au gré des mises à jour et des offres promotionnelles. Les statistiques de Steam (2011) indiquent qu'environ 2 000 personnes jouent quotidiennement à Killing Floor en moyenne et que cela le classe parmi les 30 jeux les plus joués de la plate-forme. En août 2011, les ventes du jeu s'élèvent à près d'un million d'exemplaires.

## Suites
Une suite au premier opus est en développement à partir de 2011, avec une équipe élargie à cinquante employés. Le jeu est annoncé début 2014 pour Steam, et un portage sur PlayStation 4 est annoncé fin 2014. Le jeu sort en 2016 sous le nom Killing Floor 2.
Une version en réalité virtuelle avec Oculus Rift sort également en 2017, intitulée Killing Floor: Incursion.
Un troisième opus, Killing Floor 3, est annoncé à la Gamescom en 2024 pour Steam, PlayStation 5 et Xbox Series. Le jeu est prévu de sorti début 2025.